# Indywidualne Mistrzostwa Szwecji na Żużlu 1991
Indywidualne Mistrzostwa Szwecji na Żużlu 1991 – cykl turniejów żużlowych, mających wyłonić najlepszych żużlowców szwedzkich. Tytuł wywalczył Peter Karlsson (Örnarna Mariestad).

## Finał
- Vetlanda, 21 września 1991

| Msc. | Zawodnik               | Klub                   | Pkt   |  |  |
| ---- | ---------------------- | ---------------------- | ----- |  |  |
| 1    | Peter Karlsson         | Örnarna Mariestad      | 13 +3 |  |  |
| 2    | Peter Nahlin           | Smederna Eskilstuna    | 13 +2 |  |  |
| 3    | Per Jonsson            | Getingarna Sztokholm   | 12 +3 |  |  |
| 4    | Claes Ivarsson         | Vetlanda               | 12 +2 |  |  |
| 5    | Tony Rickardsson       | Getingarna Sztokholm   | 10    |  |  |
| 6    | Joakim Karlsson        | Skepparna Västervik    | 10    |  |  |
| 7    | Tony Olsson            | Bysarna Visby          | 10    |  |  |
| 8    | Henrik Gustafsson      | Indianerna Kumla       | 8     |  |  |
| 9    | Jimmy Nilsen           | Getingarna Sztokholm   | 7     |  |  |
| 10   | Erik Stenlund          | Rospiggarna Hallstavik | 6     |  |  |
| 11   | Jörgen Johansson       | Skepparna Västervik    | 5     |  |  |
| 12   | Dennis Löfqvist        | Bysarna Visby          | 4     |  |  |
| 13   | Patrik Karlsson        | Getingarna Sztokholm   | 2     |  |  |
| 14   | Bo Arrhén              | Rospiggarna Hallstavik | 2     |  |  |
| 15   | Niklas Karlsson        | Örnarna Mariestad      | 2     |  |  |
| 16   | Stefan Dannö           | Indianerna Kumla       | 1     |  |  |
|      | rez. Mikael Teurnberg  | Rospiggarna Hallstavik | 3     |  |  |
|      | rez. Christer Karlsson | Indianerna Kumla       | 0     |  |  |